# Prince (Comté de)
Pour l’article homonyme, voir Prince.
Comté de Prince fut une circonscription électorale fédérale de l'Île-du-Prince-Édouard. La circonscription fut représentée de 1873 à 1896.
La circonscription a été créée lors de l'entrée de la province dans la confédération canadienne en 1873. Abolie en 1892, la circonscription fut redistribuée parmi Prince-Est et Prince-Ouest. Durant son existence, la circonscription fut représentée par deux députés élus.

## Géographie
En 1873, la circonscription du Comté de Prince comprenait:
- Le comté de Prince

## Députés
Élection partielle de 1873
- James Colledge Pope, Conservateur
- James Yeo, Libéral

Élection fédérale canadienne de 1874
- James Yeo, Libéral
- Stanislaus Francis Perry, Libéral

Élection fédérale canadienne de 1878
- James Yeo, Libéral
- Edward Hackett, Libéral-conservateur

Élection fédérale canadienne de 1882
- James Yeo, Libéral
- Edward Hackett, Libéral-conservateur

Élection fédérale canadienne de 1887
- James Yeo, Libéral
- Stanislaus Francis Perry, Libéral (2)

Élection fédérale canadienne de 1891
- James Yeo, Libéral
- Stanislaus Francis Perry, Libéral